# クィントゥス・カエキリウス・メテッルス・ヌミディクス
クイントゥス・カエキリウス・メテッルス・ヌミディクス（ラテン語: Quintus Caecilius Metellus Numidicus、紀元前160年頃 - 紀元前91年）は共和政ローマの軍人、政治家。紀元前109年にはマルクス・ユニウス・シラヌスと共にコンスルを務めた。ユグルタ戦争ではコンスルとしてヌミディアで戦い、直接的にユグルタ戦争の終結には寄与しなかったが後に「ヌミディクス」の尊称を受けた。

## 出自

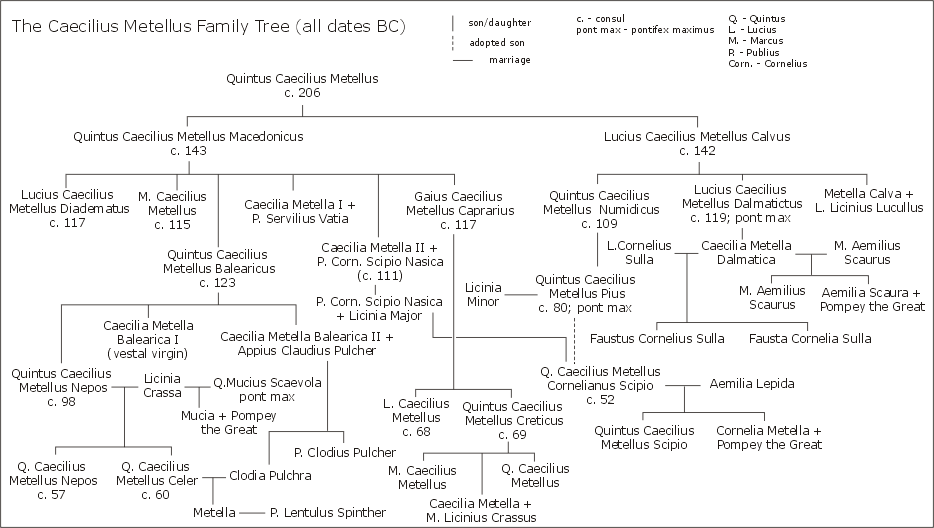
カエキリウス・メテッルス家系図

有力プレブスのカエキリウス・メテッルス家出身。
- おじ：クィントゥス・カエキリウス・メテッルス・マケドニクス
- 父：ルキウス・カエキリウス・メテッルス・カルウス、紀元前142年のコンスル
  - クイントゥス・カエキリウス・メテッルス・ヌミディクス
    - 息子：クィントゥス・カエキリウス・メテッルス・ピウス

  - 兄弟：ルキウス・カエキリウス・メテッルス・ダルマティクス
    - 姪：カエキリア・メテッラ・ダルマティカ
    - 姪の婿：ルキウス・コルネリウス・スッラ

  - 女兄弟：カエキリア・メテッラ・カルウァ
    - 甥：ルキウス・リキニウス・ルクッルス、スッラ派で美食家としても有名

## 生涯

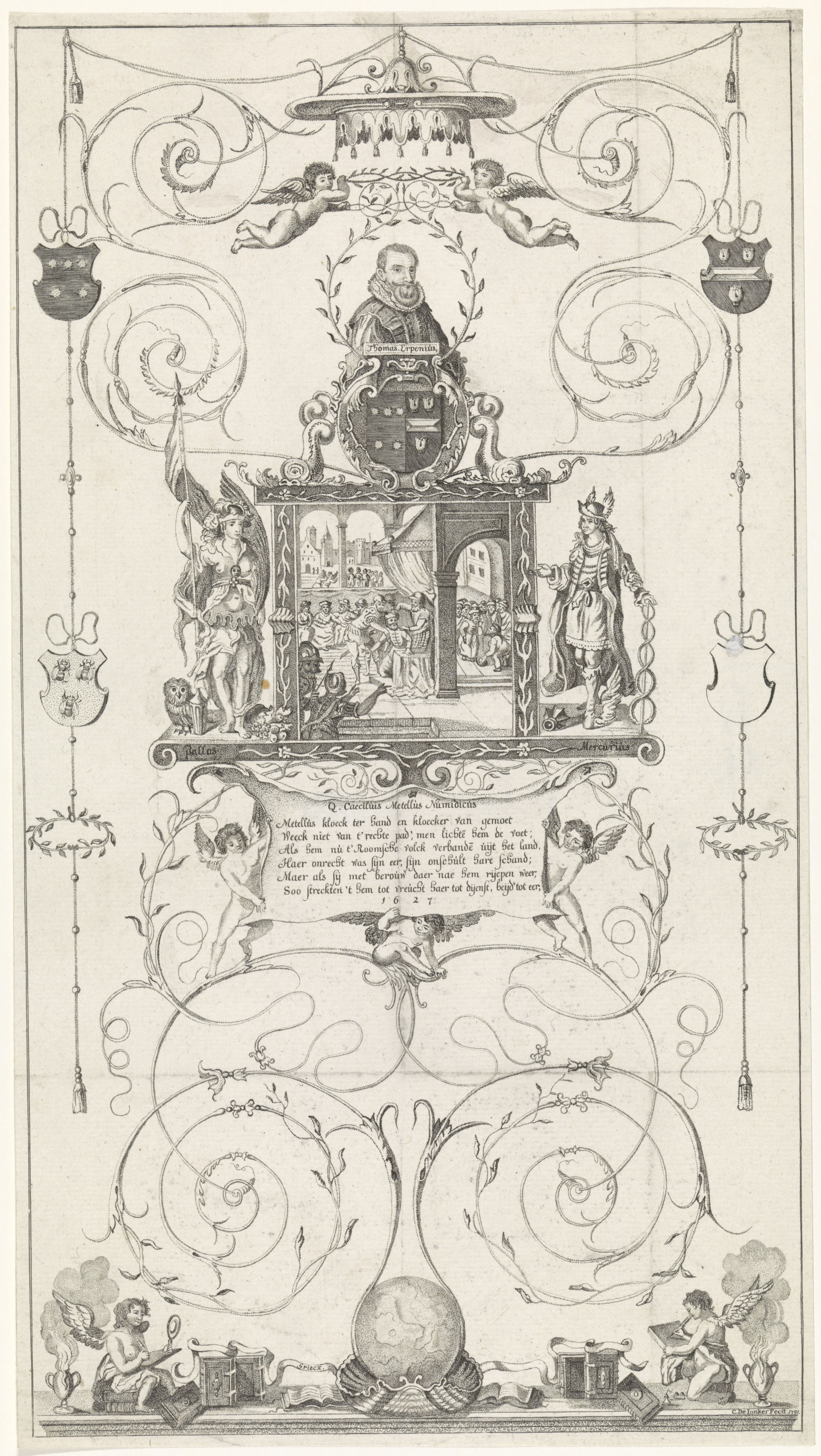
フーゴー・グローティウスの追放が描かれた絵。中央下にヌミディクスの亡命についての6行詩がある

若い頃はアテネでカルネアデスのもとで学んだ。ローマでは教養のある優れた雄弁家として名を馳せた。
紀元前109年にはコンスルとして軍を率い、ヌミディアにおいてユグルタと戦った。戦いは長期化し、配下の武将ガイウス・マリウスのと対立が顕在化した。紀元前108年にマリウスはローマへ戻り、紀元前108年のコンスルに立候補して当選した後はプロコンスルとしてユグルタとの戦争を継続した。しかしユグルタによるローマ軍高官への買収工作など軍の腐敗が明らかになっていたこともあり、戦争の泥沼化の責任を取ることになったメテッルスは「ヌミディクス」の尊称と共に任地を去った。
ユグルタ戦争の終結後、メテッルスは閥族派の指導者となり、民衆派のリーダーとなったマリウスの改革に抵抗した。マリウスの軍制改革にも強く反対している。
紀元前102年に従兄弟のガイウス・カエキリウス・メテッルス・カプラリウスと共にケンソルに選出された。在任時にはマリウス派の1人ルキウス・アップレイウス・サトゥルニヌスを元老院から追放しようとしたが不成功に終わった。後にサトゥルニヌスはマリウスと農地法を提案したが、その条項の1つには退役軍人に土地を与えることが挙げられていた。メテッルスはこれに反対し、マリウスが元老院議員に賛意を示す宣誓を行うよう求めたときも最後まで拒否した。その後、メテッルスは自主亡命の形でローマを去った。
紀元前99年、メテッルスは息子のクィントゥス・カエキリウス・メテッルス・ピウスの努力の甲斐あってローマに戻ってきた。息子メテッルスの尊称ピウス（慈悲深い人）はこれを受けている。その後パラティヌスの丘の邸宅で余生を過ごし、紀元前91年に没した。